# Heterorrhina tibialis
Heterorrhina tibialis är en skalbaggsart som beskrevs av John Obadiah Westwood 1842. Heterorrhina tibialis ingår i släktet Heterorrhina och familjen Cetoniidae. Inga underarter finns listade i Catalogue of Life.